# Ligue Féminine de Basket 2023-2024
Il campionato francese di pallacanestro femminile 2023-2024 (Ligue Féminine de Basket) è stato il ventiseiesimo (86º in totale dal 1937).
Il Villeneuve-d'Ascq ha vinto il suo secondo titolo, battendo per 2-0 il Basket Landes nella serie finale dei play-off.

## Regolamento
Le squadre classificate dal primo all'ottavo posto al termine della regular season si qualificano ai play-off per l'assegnazione del titolo di campione di Francia.
Le squadre classificate dal nono al dodicesimo posto partecipano ai play-out, l'ultima classificata del girone retrocede in LF2.

## Squadre partecipanti
Il campionato è costituito da 12 squadre. Nella stagione precedente Tolosa M.B. è retrocessa in LF2; il suo posto è stato preso da Charnay, vincitrice dei play-off di LF2.
| Squadra            | Allenatore                           | Campo di gioco                                 | Risultato stagione 2022-23 |
| ------------------ | ------------------------------------ | ---------------------------------------------- | -------------------------- |
| Lyon ASVEL         | David Gautier                        | Salle Mado Bonnet di Lione                     | 1º posto in LFB, campione  |
| Villeneuve-d'Ascq  | Rachid Meziane                       | Le Palacium di Villeneuve-d'Ascq               | 2º posto in LFB, finalista |
| Lattes Montpellier | Valéry Demory                        | Palais des sports de Lattes di Lattes          | 3º posto in LFB            |
| C.J.M. Bourges     | Olivier Lafargue                     | Palais des sports du Prado di Bourges          | 4º posto in LFB            |
| Basket Landes      | Julie Barennes                       | Espace Mitterrand di Mont-de-Marsan            | 5º posto in LFB            |
| Roche Vendée       | Emmanuel Body                        | Salle des Oudairies di La Roche-sur-Yon        | 6º posto in LFB            |
| U.F. Angers        | Aurélie Bonnan                       | Salle Jean-Bouin di Angers                     | 7º posto in LFB            |
| Flammes Carolo     | Romuald Yernaux                      | Caisse d’Epargne Arena di Charleville-Mézières | 8º posto in LFB            |
| Tarbes             | François Gomez                       | Palais des sports du quai de l'Adour di Tarbes | 9º posto in LFB            |
| Hainaut Basket     | Julien Pincemin, poi Fabrice Pontier | Salle Maurice-Hugot di Saint-Amand-les-Eaux    | 10º posto in LFB           |
| Landerneau         | Wani Muganguzi                       | La Cimenterie di Landerneau                    | 12º posto in LFB           |
| Charnay            | Stéphane Leite                       | Le Cosec di Charnay-lès-Mâcon                  | 1º posto in LF2            |

## Stagione regolare

### Classifica
|  | Pos. | Squadra                    | Pt | G  | V  | P  | PtF  | PtS  | Diff. | CD    |
|  | ---- | -------------------------- | -- | -- | -- | -- | ---- | ---- | ----- | ----- |
|  | 1.   | ESB Villeneuve-d’Ascq LM   | 41 | 22 | 19 | 3  | 1845 | 1462 | +383  |       |
|  | 2.   | Tango Bourges              | 40 | 22 | 18 | 4  | 1739 | 1450 | +289  |       |
|  | 3.   | Basket Landes              | 38 | 22 | 16 | 6  | 1653 | 1432 | +221  |       |
|  | 4.   | Lattes Montpellier         | 35 | 22 | 13 | 9  | 1622 | 1593 | +29   |       |
|  | 5.   | Charnay Bourgogne Sud      | 33 | 22 | 11 | 11 | 1643 | 1653 | -10   | 2-0   |
|  | 6.   | Lyon ASVEL féminin         | 33 | 22 | 11 | 11 | 1596 | 1589 | +7    | 0-2   |
|  | 7.   | Tarbes Gespe Bigorre       | 32 | 22 | 10 | 12 | 1453 | 1482 | -29   |       |
|  | 8.   | Angers                     | 31 | 22 | 9  | 13 | 1502 | 1551 | -49   | +29   |
|  | 9.   | FCBA Charleville-Mézières  | 31 | 22 | 9  | 13 | 1501 | 1640 | -139  | -29   |
|  | 10.  | Roche Vendée               | 26 | 22 | 5  | 17 | 1484 | 1703 | -219  | 7 pt. |
|  | 11.  | Saint-Amand Hainaut Basket | 26 | 22 | 4  | 18 | 1329 | 1664 | -335  | 6 pt. |
|  | 12.  | Landerneau Bretagne        | 26 | 22 | 7  | 15 | 1508 | 1656 | -148  | 5 pt. |

Legenda:
       Campione di Francia.
      Ammesse ai play-off.
      Ammesse ai play-out.
  Ammesse ai play-off o ai play-out.
      Retrocessa in LF2, dopo i play-out.
Regolamento:
Due punti a vittoria, uno a sconfitta.
In caso di parità di punteggio, contano gli scontri diretti e la classifica avulsa.
Note:
Roche Vendée con un punto di penalizzazione.
Landerneau con tre punti di penalizzazione.

### Risultati
|                     | ANG    | BOU   | CHA   | CME   | LBB   | LAN   | LYO   | MON   | RVE    | SAN   | TAR   | VAS   |
| ------------------- | ------ | ----- | ----- | ----- | ----- | ----- | ----- | ----- | ------ | ----- | ----- | ----- |
| Angers              |        | 57–70 | 69–62 | 99–61 | 71–73 | 58–71 | 66–82 | 72–86 | 65–61  | 62–50 | 71–66 | 67–89 |
| Bourges             | 79–59  |       | 78–57 | 89–68 | 73–82 | 88–70 | 79–77 | 79–70 | 100–85 | 83–40 | 75–60 | 68–85 |
| Charnay             | 70–66  | 63–79 |       | 71–64 | 91–82 | 63–52 | 68–65 | 74–90 | 96–82  | 96–73 | 77–65 | 78–87 |
| Flammes Carolo      | 78–69  | 56–78 | 92–75 |       | 78–67 | 80–77 | 66–62 | 70–79 | 64–59  | 68–55 | 73–53 | 56–82 |
| Landerneau Bretagne | 64–70  | 58–80 | 79–70 | 79–75 |       | 45–64 | 87–93 | 82–72 | 75–78  | 72–64 | 63–68 | 75–90 |
| Basket Landes       | 84–71  | 79–65 | 92–76 | 75–45 | 94–60 |       | 78–65 | 85–70 | 89–52  | 82–53 | 75–61 | 66–64 |
| Lyon ASVEL          | 67–63  | 58–79 | 69–85 | 82–60 | 59–69 | 90–83 |       | 92–74 | 85–59  | 80–62 | 71–59 | 62–97 |
| Lattes Montpellier  | 62–82  | 58–91 | 83–73 | 94–76 | 68–49 | 77–72 | 65–58 |       | 53–72  | 71–52 | 82–58 | 75–83 |
| Roche Vendée        | 52–73  | 53–71 | 71–93 | 73–79 | 82–72 | 56–66 | 66–58 | 84–87 |        | 92–66 | 61–78 | 66–91 |
| Saint-Amand         | 61–77  | 57–83 | 67–74 | 71–65 | 69–61 | 53–60 | 70–59 | 44–70 | 89–60  |       | 55–83 | 61–85 |
| Tarbes              | 57–49  | 75–82 | 76–67 | 69–63 | 69–59 | 56–58 | 72–78 | 63–79 | 66–58  | 82–49 |       | 50–74 |
| Villeneuve d'Ascq   | 106–66 | 83–70 | 72–64 | 82–64 | 78–55 | 84–81 | 82–84 | 82–57 | 87–62  | 99–68 | 63–67 |       |

## Play-off
|  | Quarti di finale | Quarti di finale  | Quarti di finale   |               |                    | Semifinali        | Semifinali | Semifinali |  |  | Finale | Finale            | Finale |
|  |                  |                   |                    |               |                    |                   |            |            |  |  |        |                   |        |
|  | 1                | Villeneuve d'Ascq | 2                  |               |                    |                   |            |            |  |  |        |                   |        |
|  | 8                | Angers            | 0                  |               |                    |                   |            |            |  |  |        |                   |        |
|  | 8                | Angers            | 0                  |               | 1                  | Villeneuve d'Ascq | 2          |            |  |  |        |                   |        |
|  |                  |                   |                    |               | 1                  | Villeneuve d'Ascq | 2          |            |  |  |        |                   |        |
|  |                  | 4                 | Lattes Montpellier | 0             |                    |                   |            |            |  |  |        |                   |        |
|  | 4                | 4                 | Lattes Montpellier | 0             | Lattes Montpellier | 1                 |            |            |  |  |        |                   |        |
|  | 4                |                   |                    |               | Lattes Montpellier | 1                 |            |            |  |  |        |                   |        |
|  | 5                | Charnay           | 1                  |               |                    |                   |            |            |  |  |        |                   |        |
|  |                  |                   |                    |               |                    |                   |            |            |  |  | 1      | Villeneuve d'Ascq | 2      |
|  |                  |                   | 3                  | Basket Landes | 0                  |                   |            |            |  |  |        |                   |        |
|  | 2                | Bourges           | 1                  |               |                    |                   |            |            |  |  |        |                   |        |
|  | 7                | Tarbes            | 1                  |               |                    |                   |            |            |  |  |        |                   |        |
|  | 7                | Tarbes            | 1                  |               | 2                  | Tarbes            | 1          |            |  |  |        |                   |        |
|  |                  |                   |                    |               | 2                  | Tarbes            | 1          |            |  |  |        |                   |        |
|  |                  | 3                 | Basket Landes      | 1             |                    |                   |            |            |  |  |        |                   |        |
|  | 3                | 3                 | Basket Landes      | 1             | Basket Landes      | 2                 |            |            |  |  |        |                   |        |
|  | 3                |                   |                    |               | Basket Landes      | 2                 |            |            |  |  |        |                   |        |
|  | 6                | Lyon ASVEL        | 0                  |               |                    |                   |            |            |  |  |        |                   |        |

### Quarti di finale
L'andata si è disputata il 18 e 19 maggio, il ritorno il 22 e 23 maggio 2024.
| Squadra 1  | Totale    | Squadra 2          | Andata | Ritorno |
| ---------- | --------- | ------------------ | ------ | ------- |
| Angers     | 164 - 182 | Villeneuve-d’Ascq  | 73-82  | 91-100  |
| Charnay    | 137 - 141 | Lattes Montpellier | 62-77  | 75-64   |
| Tarbes     | 170 - 167 | Bourges            | 87-69  | 83-98   |
| Lyon ASVEL | 127 - 168 | Basket Landes      | 67-89  | 60-79   |

### Semifinali
L'andata si è disputata il 2 maggio, il ritorno il 5 maggio 2024.
| Squadra 1          | Totale    | Squadra 2         | Andata | Ritorno |
| ------------------ | --------- | ----------------- | ------ | ------- |
| Lattes Montpellier | 131 - 198 | Villeneuve-d’Ascq | 64-95  | 67-103  |
| Tarbes             | 121 - 127 | Basket Landes     | 67-62  | 54-65   |

### Finale
Le gare si sono disputate l'11 a Mont-de-Marsan e il 17 maggio 2024 a Villeneuve-d'Ascq.
| Squadra 1     | Totale | Squadra 2         | Gara 1 | Gara 2 | Gara 3 |
| ------------- | ------ | ----------------- | ------ | ------ | ------ |
| Basket Landes | 0 - 2  | Villeneuve-d’Ascq | 66-70  | 88-114 | -      |

## Play-out
Le ultime quattro squadre della stagione regolare si incontrano disputando ciascuna 6 partite tra andata e ritorno, mantenendo i risultati che hanno ottenuto tra loro. Landerneau e Roche Vendée con un punto di penalizzazione. In conclusione l'ultima classificata è il Saint-Amand Hainaut Basket, che retrocede.

## Verdetti
- Campione di Francia:  Villeneuve-d'Ascq (2º titolo).
Formazione:[6] Charlotte Abraham, Kennedy Burke, Clara Causeur, Kariata Diaby, Aminata Gueye, Keisha Hampton, Caroline Hériaud, Maïa Hirsch, Maxuella Lisowa-Mbaka, Elodie Lutbert, Bethy Mununga, Janelle Salaün, Kamiah Smalls, Shavonte Zellous. Allenatore: Rachid Meziane.
- Retrocessa in LF2:  Hainaut Basket
- Vincitrice Coppa di Francia:  C.J.M. Bourges (12º titolo)
- Vincitrice Supercoppa:  Basket Landes (1º titolo).[7]